# Јелена Бујевич
Јелена Ивановна Бујевич (рус. Елена Ивановна Буевич, укр. Олена Іванівна Буєвич; 9. јун 1968, Смила, Черкашка област, Украјина) је украјинска песникиња и преводилац.

## Биографија
Завршила је Музичку академију у Черкасију и Литературни институт Максима Горког у Москви. Предавала је у дечјој музичкој школи у Черкасију, радила као новинар у прес центру MУП-а и као уредник одељења „Друштво“ у листу „Акцент“ (Черкаси).
Била је редактор књижевног алманаха „Нове странице“ у Черкасију, и поетских зборника обласних аутора, учестваовала као суорганизатор и члан жирија књижевних фестивала у Черкасију „Летающая Крыша“ и „Пушкинское кольцо“.
Своје стихове и преводе објављивала је у листовима и часописима: „Новый мир“, „Наш Современник“, „Дружба народов“ и „Российский колокол“ (Москва),
„Парус“ (Минск), „Радуга“ и „Византийский Ангел“ (Кијев),
„Четвер“ (Ивано-Франкивск), „Нана“ (Чеченска република), „Странник“ (Саранск), „Введенская сторона“ (Стара Руса), „Эмигрантская лира“ (Бельгия), у алманаху „Истоки-90“ и „Никитские ворота“ (Москва), „Бийский Вестник“ (Алтајски крај), „Вітрила“ (Кијев), „Лава“ (Харков). У преводу на српски у часопису „Траг“ (Врбас), „Руски Алманах 21“ (Београд), часопису „Ријеч“ но. 3-4, 2016 (Књижевни клуб Брчко, Босна и Херцеговина) а на енглеском у САД.
Члан је Националног савеза новинара Украјине (од 1995), Асоцијације украјинских писаца (од 1997) и Савеза писаца Русије од 2007. године.
Живи у Черкасију, ради као новинар, пише на руском и украјинском језику и преводи са српског и пољског језика.
Године 2019. књига Jелениних превода песама српског песника Данила Јокановича „Мастило и вино“ постала је победник Архивирано на веб-сајту  (4. децембар 2019) (Сребрни Витез) јубиларног Међународног славенског књижевног форума «Золотой Витязь» — 2019.

## Награде и признања
- Лауреат Међународне књижевне награде у име Фазила Искандера 2020. године за књигу песама „Остаться в Евпатории“,
- Диплома Међународне Бунинске награде у 2017. години „За поетско мајсторство и очување руског језика у Украјини“,
- Златна диплома IV Међународног књижевног форума „Златни витез“[1],
- Лауреат књижевне награде им. Татјане Снежине за поезију;
- Диплома 6. међународног Волошинског конкурса за превод поезије савремних аутора с украјинског језика[2],
- Лауреат фестивала православне песме „Милостиво небо“ у Кијеву – Пећарске Лаври;
- Признање Митрополита Кијевског и целе Украјине Владимира на конкурсу „Православна моја Украјина“ 2009, поводом 1020. године од христијанизације Руса.
- Специјална Похвала Трећег конкурса „Пјесме Андрићграду 2017“, Република Српска, Боснија и Герцеговина .

### Поезија
- Душа скитница („Странница-душа“), Москва, 1994,
- Мој наивни речник („Нехитрый мой словарь“), Москва, 2004,
- Ти си у средини („Ты — посредине“), Нижний Новгород, 2004,
- Јелица („Елица“), Черкаси, 2011,
- Две душе, песме у преводу на српски, Граматик, Београд, 2016,
- «Остаться в Евпатории» («Остати у Еупаторији») (Воронеж, Центральное Чернозёмное книжное издательство, 2019).

### Превод
- «Мастило и вино — Чернила и вино». Данило Јокановић. Књига песама / Превод на руски — Jелена Бујевич (Кијев, Издавачка кућа Дмитриjя Бураго, 2018),
- «Повторное путешествие — Поновно путовање». Данило Jокановић. Књига песама / Превод на руски — Jелена Бујевич (Москва — Тверь,  Издавачка кућа «СТиХи», 2020,
- «Окно, в котором течет Дунай». Савремена српска поезија у преводима Jелене Бујевич (Красноярск, Издавачка кућа "День и ночь", 2021).

### Заступљена у антологији
- Молитве руских песника 20. и 21. столећа („Молитвы русских поэтов XX – XXI вв., второе издание“), Москва.

## Линкови

### Стихови на сајтовима
- «Нева» Архивирано на веб-сајту  (23. децембар 2019)
- „Новый мир“
- „Эмигрантская лира“
- „Поэзия.ру“,
- „Введенская сторона“[3]
- „Камертон“[4],
- „Камертон“[5],
- Стихови на украјинском језику[6]
- Преводи са српског језика[7]
- Песме на српском jезику[8]
- Преводи на руски песама Вери Србиновић[9]

## Критички текстови о поезији Јелене Бујевич
- Владимир Коларић,ЈЕЛЕНА БУЈЕВИЧ: Две душе (Граматик, 2016)[10]
- Сергей Алиханов. "Елена Буевич: "А в воздухе, как взвесь, плывут слова и строчки..." ,
- Кудимова Марина Владимировна. „ВАЗДУХ У ПАУЗАМА“ о књизи J. Бујевич „Остаться в Евпатории“
- Михаил Хлебников. „ТРЕЋИ КРИМ" о књизи J. Бујевич „Остаться в Евпатории“.
- Кондакова Надежда Васильевна. "НАПИТАТЬ И СОГРЕТЬ: О творчестве Елены Буевич". ,
- Милославский Юрий Георгиевич. "НЕИЗБЕЖНЫЙ ПОЛЕТ: О стихах Елены Ивановны Буевич". ,
- Литературная газета, Станислав Минаков о книзи Е. Буевич „Елица“[11],
- Схiд.info „Луганск в очередной раз прославился. Теперь... в песне“[12]
- Вячеслав Памурзин "Проснутся древние славяне…" .